# Костёл и монастырь Святой Марии Магдалины (Львов)

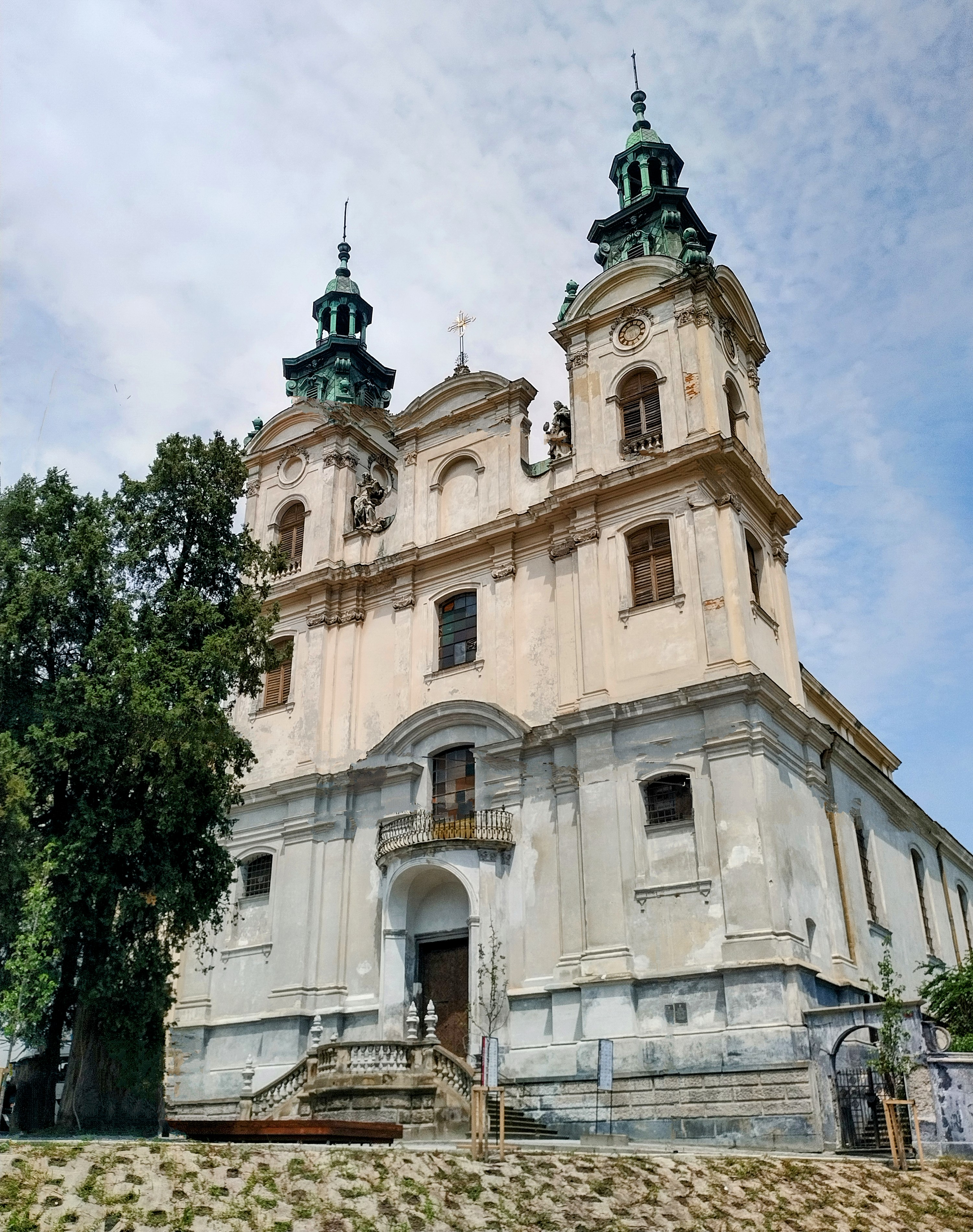
Главный фасад

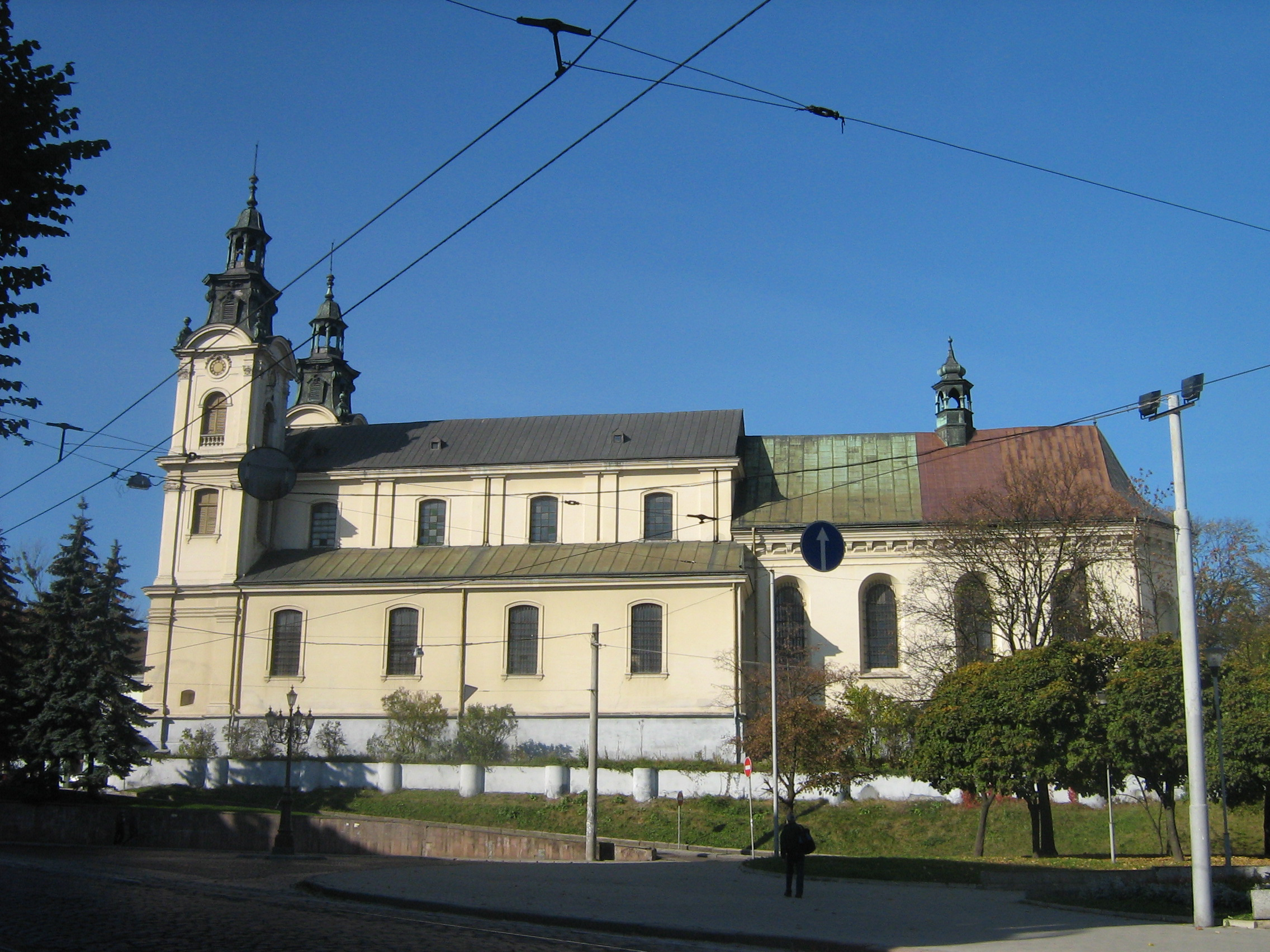
Костел_Марії_Магдалини(5)

Дом орга́нной и ка́мерной му́зыки — львовское учреждение культуры, основанное в 1960-х годах годах. Расположен в историческом здании бывшего костёла и монастыря Святой Марии Магдалины.

## История
В 1600 году владелица участка, называемого «100 полей», А. Пстроконская подарила землю вместе с двором и садом монахам-доминиканцам под постройку семинарии. Вопреки решению магистрата, монахи начали строить деревянный костёл. Городские власти выступили против, поскольку укрепленное место на горе, попав в руки врага, могло представлять опасность для Львова и земли церкви не облагались налогом.
Здание римокатолического костёла святой Марии Магдалены было построено между 1600 и 1612 годами монахами-доминиканцами за городскими стенами к югу от городских стен Львова, на месте старого деревянного костёла. Рядом была построена семинария и келии монастыря. Авторами проекта были архитекторы А.Келар и Я.Годный. Строительство было закончено в 1635 году.
В 1648 году монастырские укрепления, как и близлежащий монастырь Святого Лазаря, захватили войска Богдана Хмельницкого.
Впоследствии здание неоднократно подвергалось изменениям. В 1754—1758 году костёл расширил и перестроил архитектор М.Урбаник, были изменены фасады, достроены башни. Во время секуляризационной реформы австрийского императора Иосифа II в 1786 году костёл сделали приходским, а в монастыре была учреждена тюрьма для женщин легкого поведения (закрыта в 1922 году).
Современный вид здание приобрело в 1870 году. Сооружение является трёхнефной шестистолпной базиликой с вытянутым хором и апсидой, которые перекрыты крестовыми сводами. В архитектуре здания соединяются элементы стилей барокко и возрождения.
В 1932 году здесь был установлен изготовленный в Чехии орган фирмы «Rieger-Kloss». Он самый большой на территории Украины.
С 1962 года в здании некоторое время размещался спортивный зал, а здание келий было передано в пользование Львовской политехнике (корпус № 16), позже переквалифициравно в органный зал Львовской консерватории им. М.Лысенко.
Как концертная организация, Дом органной и камерной музыки основан в 1988 году. Там проходят разножанровые концерты органной и камерной музыки.
Стараниями руководства Органного зала, под слоем советской побелки найдено ценную фреску(художник Ян Генрик Розен). Были проведены реставрационные работы.

## Современность

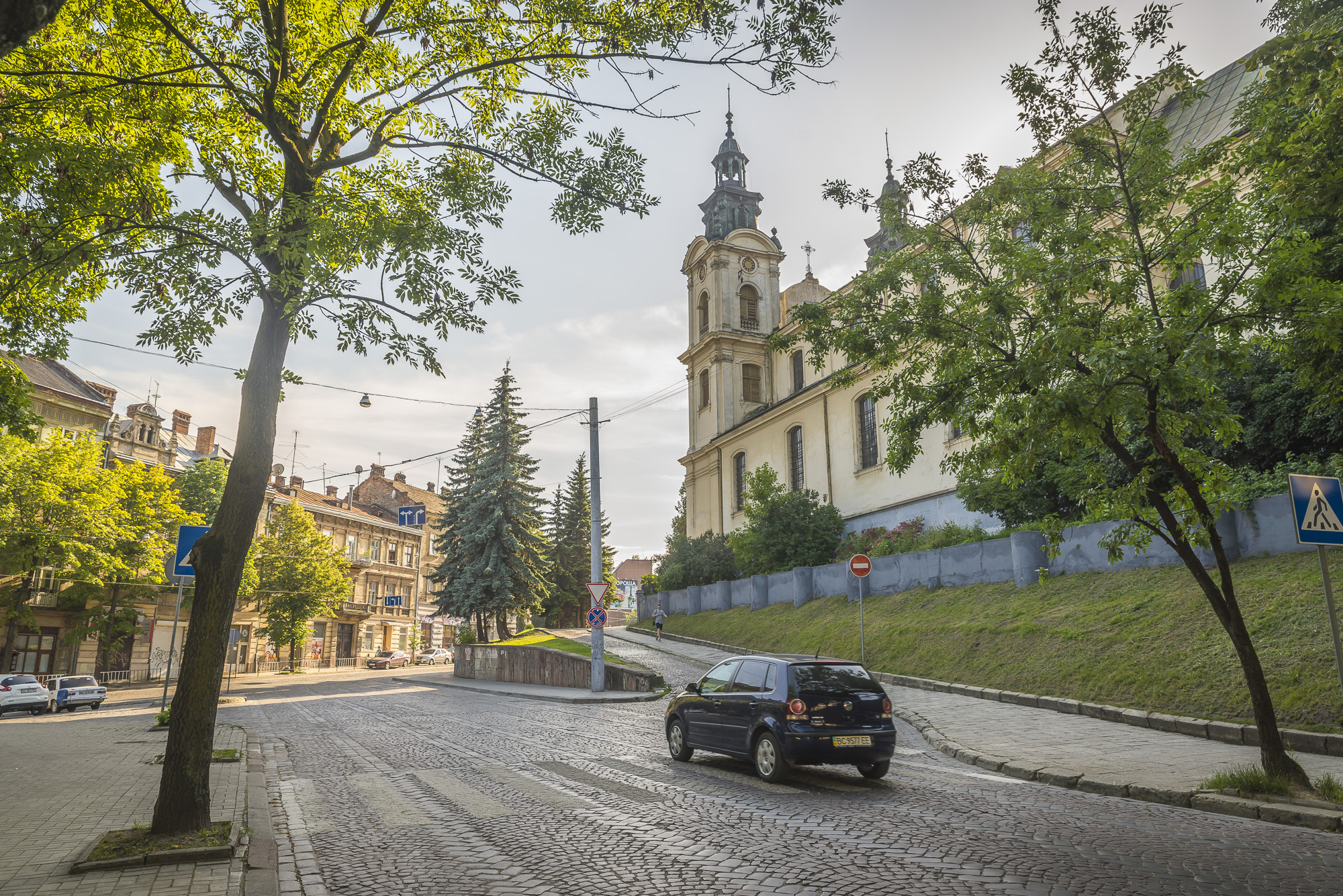
Вид с улицы Дорошенко

С 2017 года Львовский дом органной и камерной музыки возглавляют Иван Остапович и Тарас Демко. Здесь регулярно проходят концерты известных музыкантов и композиторов, проводят лекции о музыке, работает художественная галерея. Дом органной и камерной музыки стал культурным местом, где легко уживается классика и новаторство.
Львовский органный зал — один из ключевых концертных залов Львова, который может вмещать до 400 слушателей. Это концертный зал, ориентированный на многожанровость и многообразие, на универсальность концертных программ.

## Галерея

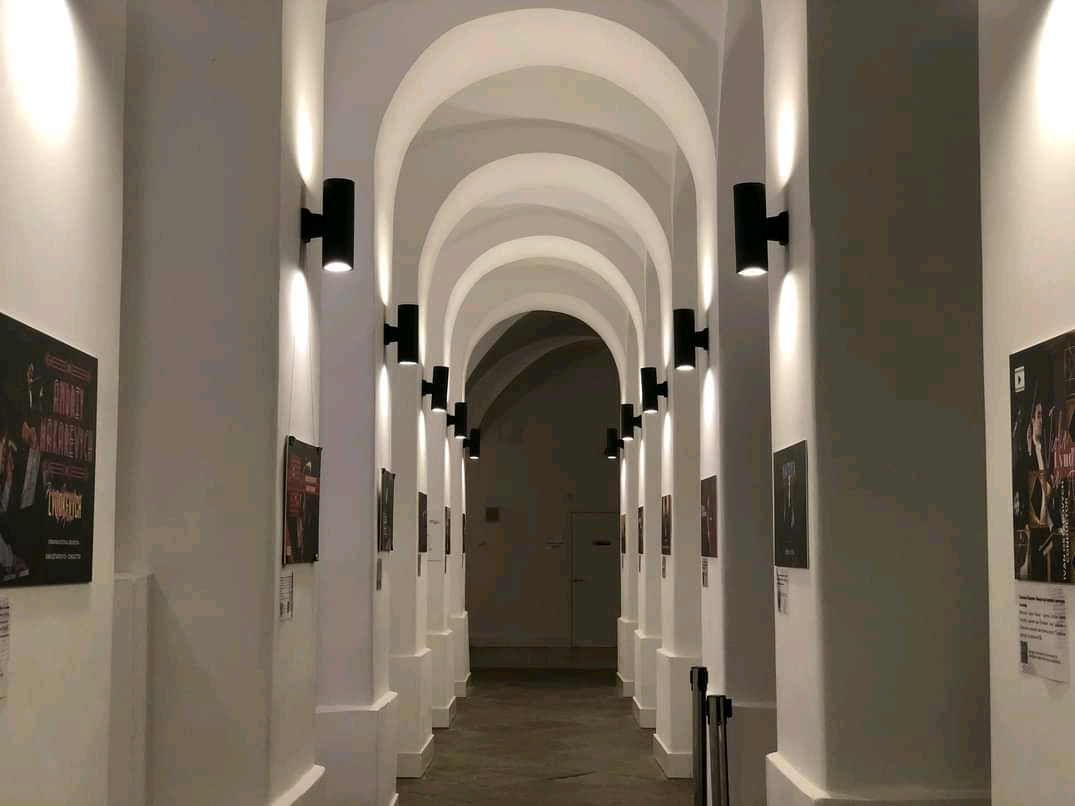
Галерея Львовского органного зала

Галерея Органного зала — это уникальное место, наглядно демонстрирующее единение разных видов искусств. Ежемесячно происходит смена экспозиции — живопись, фотоискусство, исторические документы и даже коллекции бабочек.
Здесь можно увидеть как работы известных мастеров, так и начинающих. Единственный критерий отбора проектов для экспозиции в Галерее органного зала — их высокое художественное качество.
Также экспозиции дополняются другими перформансами Органного зала.

## Орган
Торжественное открытие органа состоялось 5 июня 1933 года. Его изготовила компания «Gebrüder Rieger». К началу Второй мировой войны во Львове насчитывалось 40 органов и 5 органных мастерских. Сегодня органов во Львове лишь четыре. Инструмент во Львовском органном зале — один из них. В 1960-х годах чешской фирмой «Rieger-Kloss» была проведена реставрация органа, что значительно увеличило концертные возможности.
Орган имеет 60 регистров и почти 5 тысяч труб, три мануала. Особенностью инструмента является так называемый Fernwerk — 12-регистровый орган, который находится в противоположном конце зала(и является фактически четвёртым мануалом). Состоянием на 2020 год, четвёртый мануал не используется, но руководство органного зала планирует в ближайшем будущем возобновить Fernwerk.

## Фрески
Росписи, автором которых является известный художник XX века Ян Генрик Розен, были открыты после долгого забвения в 2019 году. Их датируют 1931 годом. Это третье «розеновское» место во Львове. В советское время фрески замуровали, а помещение, где они находились, превратили в туалеты. Зондирование стен в туалетах показало, что под слоями извести, краски и плитки скрыты росписи. Реставрационные работы проводилась украинско-польской группой реставраторов. Сегодня росписи Розена вновь открыты для обзора. Они изображают сцену крещения Иисуса. Фрески выполнены в стиле модерн и являются одним из немногих примеров его проявлений в сакральном искусстве.